# Castelul Mannheim

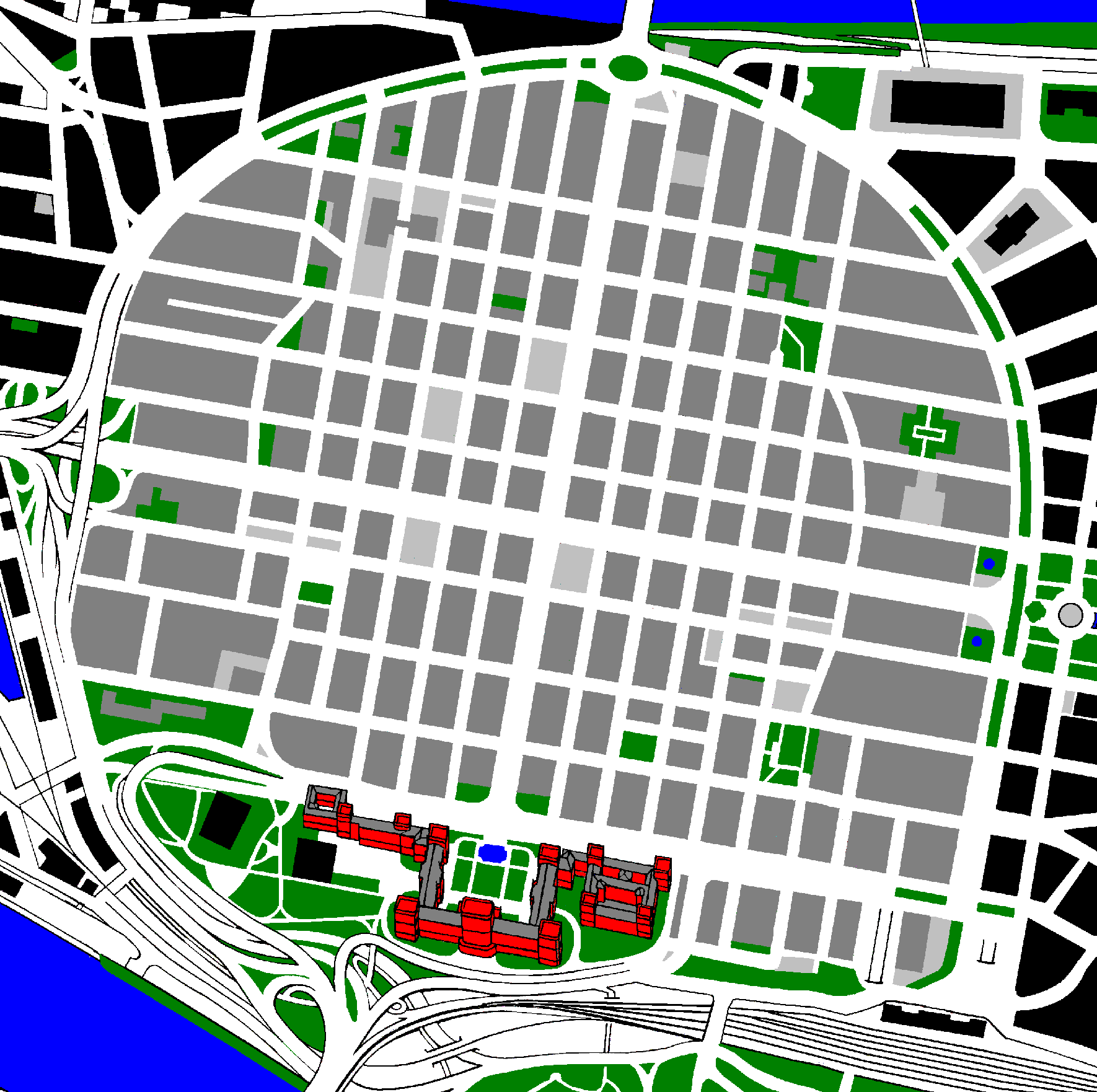
Castelul este situat în sudul centrului orașului Mannheim

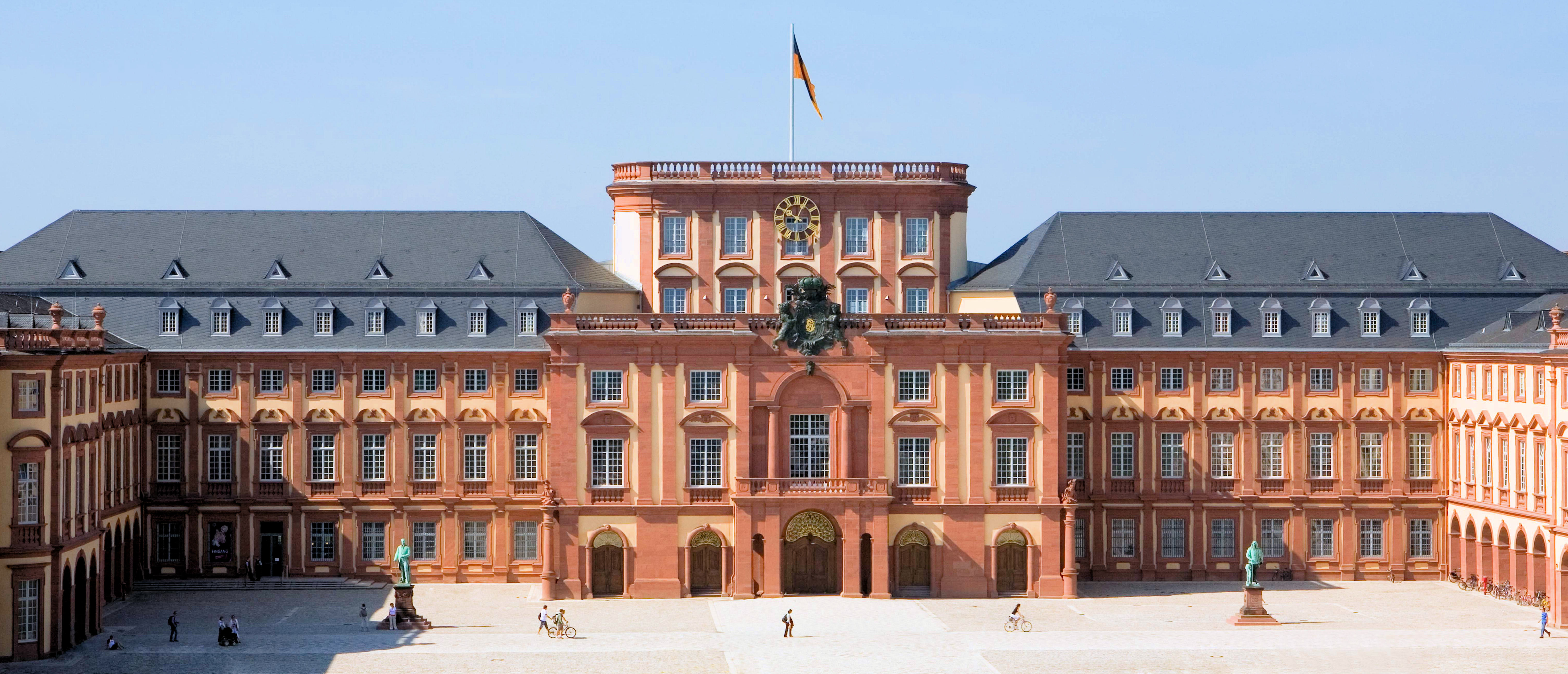
Clădirea centrală

Castelul Mannheim este un castel construit în stil baroc în Mannheim, Germania. Se numără printre cele mai mari castele din Europa. Pănă în 1777 a fost reședința principală a principilor electori ai Palatinatului. Astăzi găzduiește Universitatea din Mannheim, un muzeu și un tribunal.

## Istoric
Domnitorul Frederic al IV-lea a fondat fortăreața „Friedrichsburg” în 1606. În Războiul Succesiunii Palatine (1688–1697) a fost distrusă. Carol Filip a mutat reședința de la Heidelberg la Mannheim în 1720 și a pus piatra de temelie pentru un castel nou în zona fostei fortărețe. După moartea sa, Carol Teodor a continuat construcția. Primele camere din corps de logis (clădirea centrală) vestic și biserica castelului au fost gata încă din 1731. După mai multe întreruperi, castelul a fost în mare parte finalizat în 1760. Arhitecții Louis Rémy de la Fosse, Johann Kaspar Herwarthel, Jean Clemens Froimon, Guillaume d'Hauberat, Alessandro Galli da Bibiena și Nicolas de Pigage au fost implicați în planificarea și construierea castelului. În 1777, Carol Teodor a moștenit Bavaria și s-a mutat la München împreună cu curtea sa.
Orașul Mannheim a intrat, prin reorganizarea teritorială impusă de Napoleon, în componența Marelui Ducat Baden. Castelul a servit ca reședință a Marelui Duce Moștenitor Carol și a soției sale, Stéphanie de Beauharnais, între 1806 și 1811. Rămasă văduvă la o vârstă fragedă, Stéphanie s-a întors la Mannheim în 1818 și a locuit în castel până la moartea ei, în 1860. În 1918, castelul a intrat în proprietatea statului Baden. În 1926 a fost înființat un muzeu. În timpul celui de-Al Doilea Război Mondial castelul a fost distrus în mare parte. După război, castelul a fost reconstruit. Abia în 2007 au fost restaurate acoperișurile clădirii centrale, unele camere și curtea de onoare. Tot atunci au fost readuse 800 de obiecte prețioase care făceau parte din dotarea castelului.

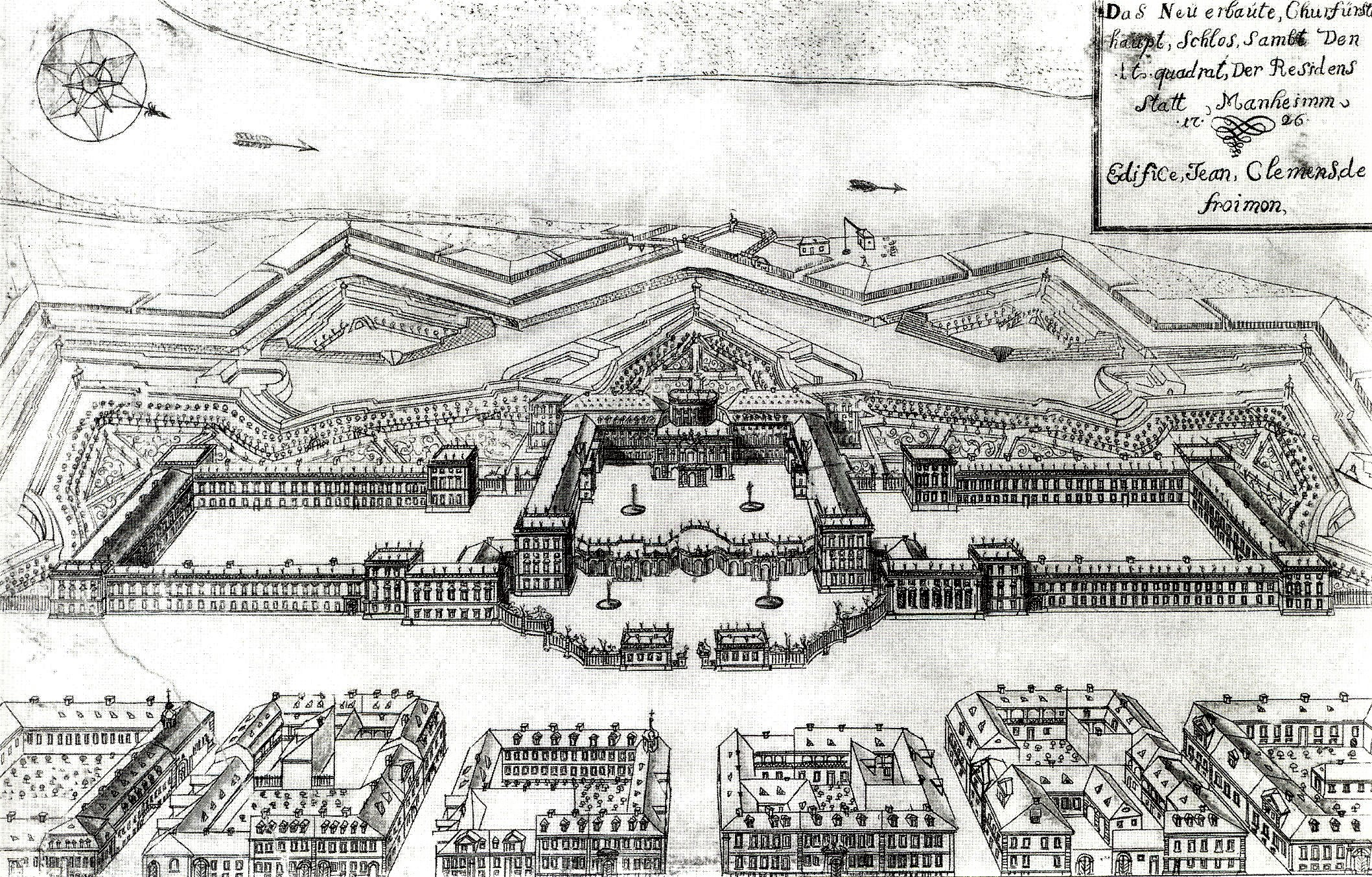
Schița lui Froimon (1725)
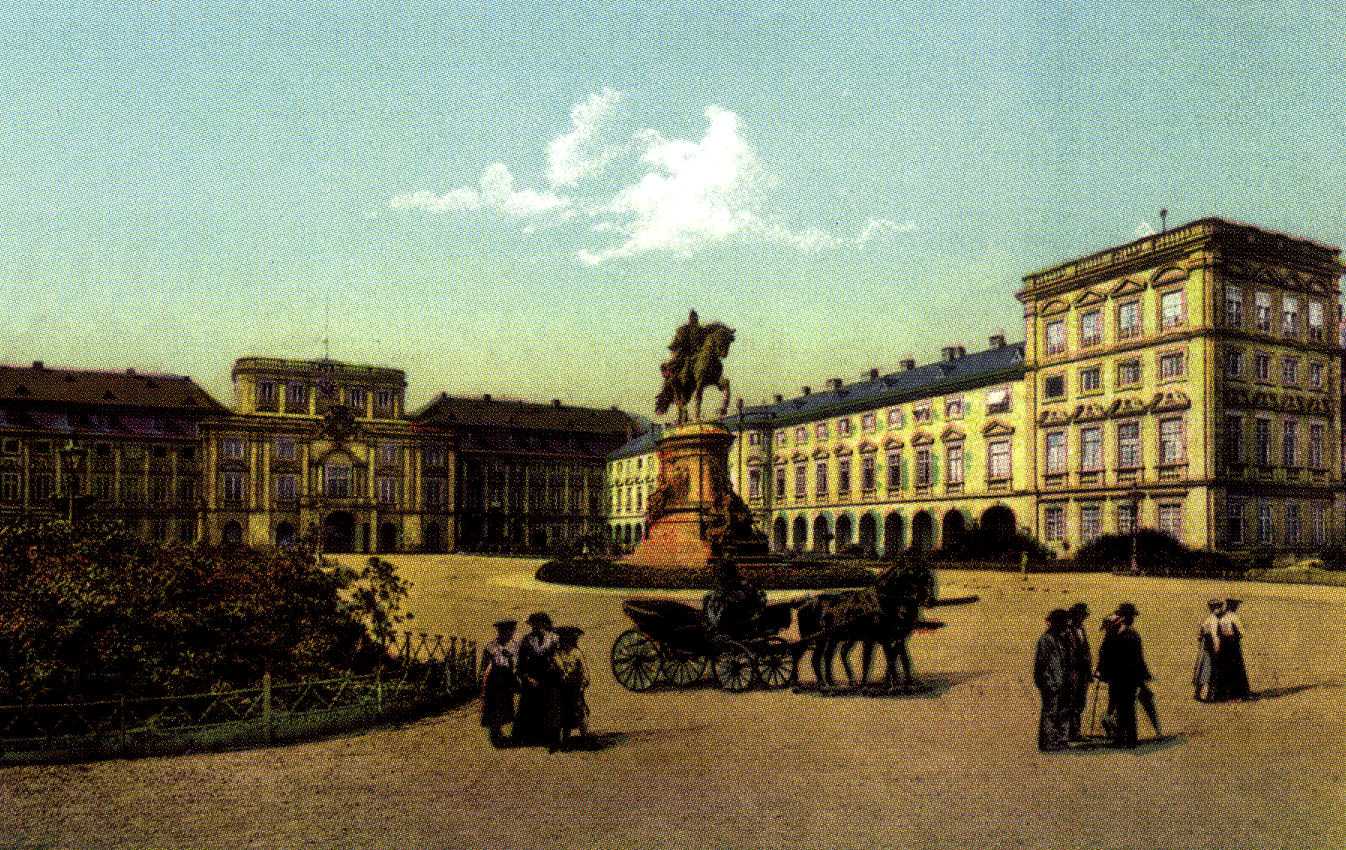
În 1900
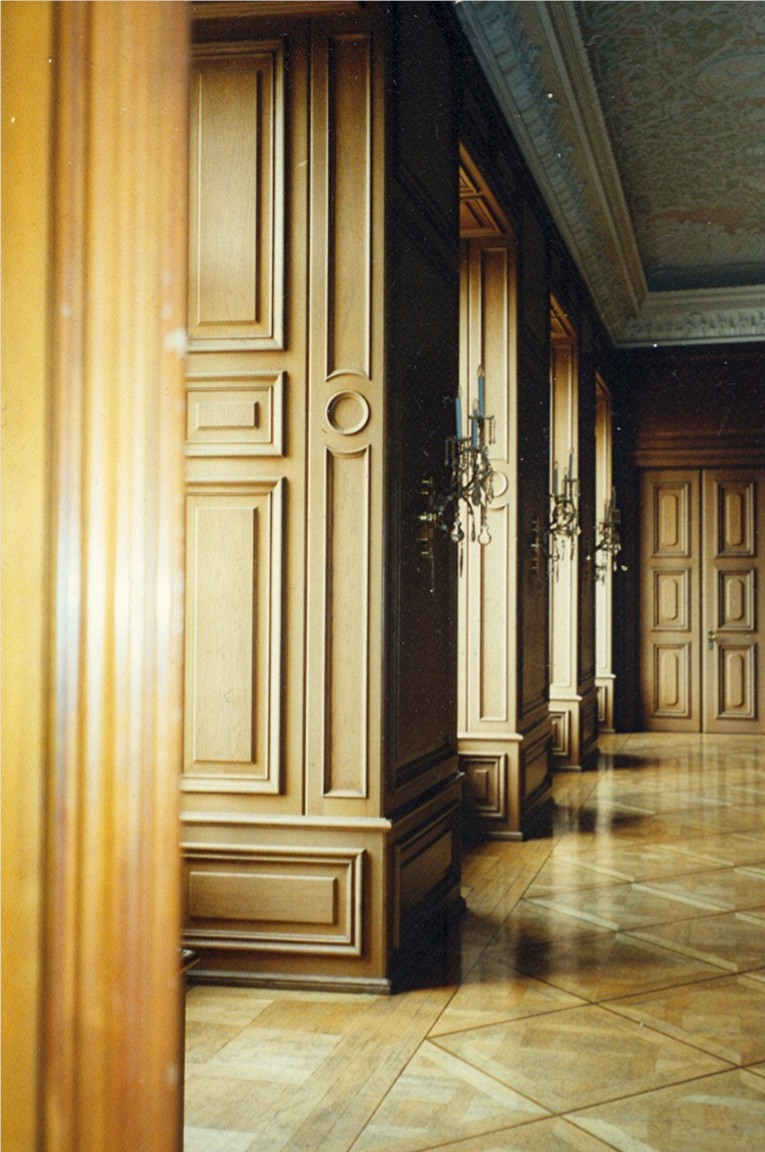
Sala Trabanților
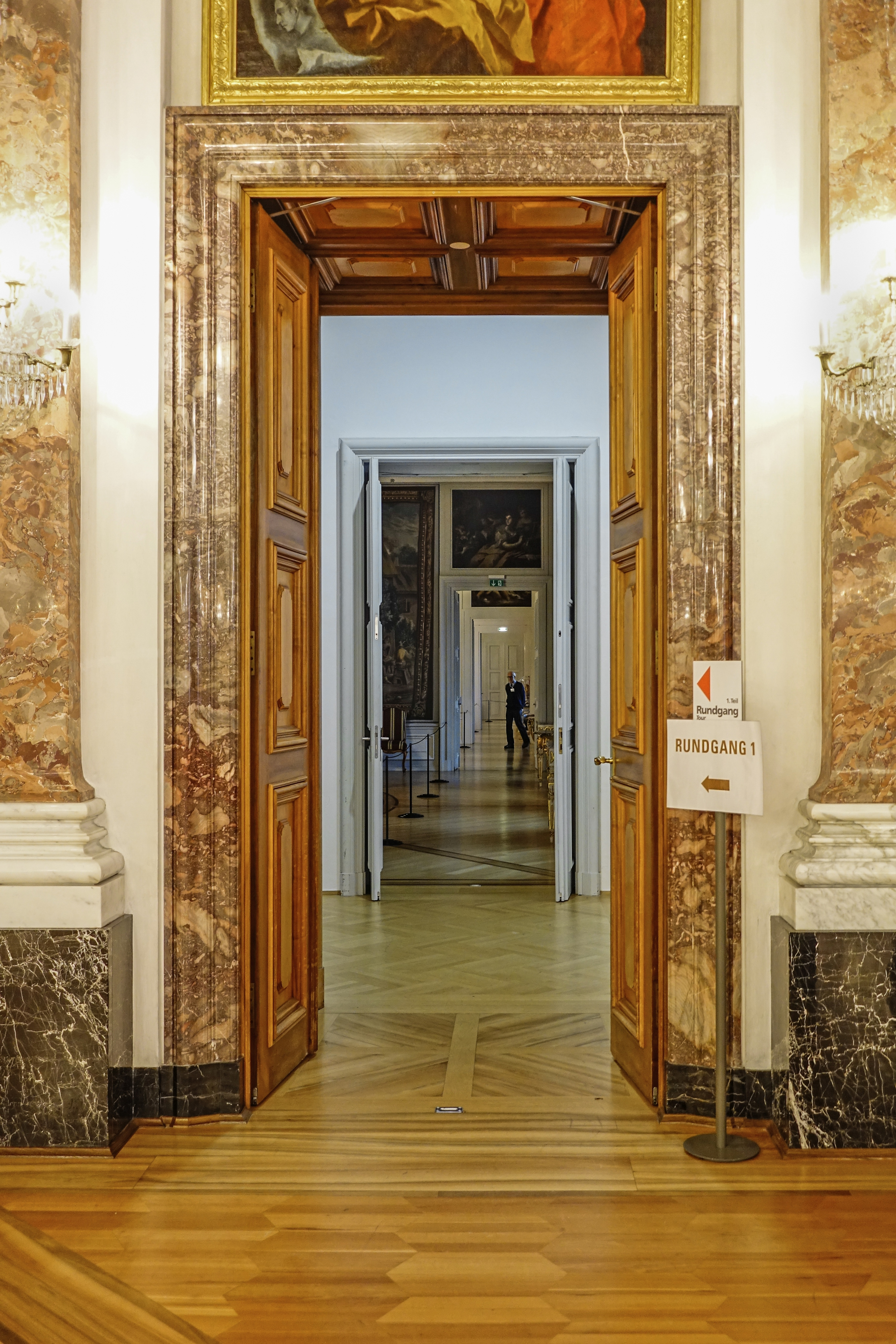
Muzeul Castelului
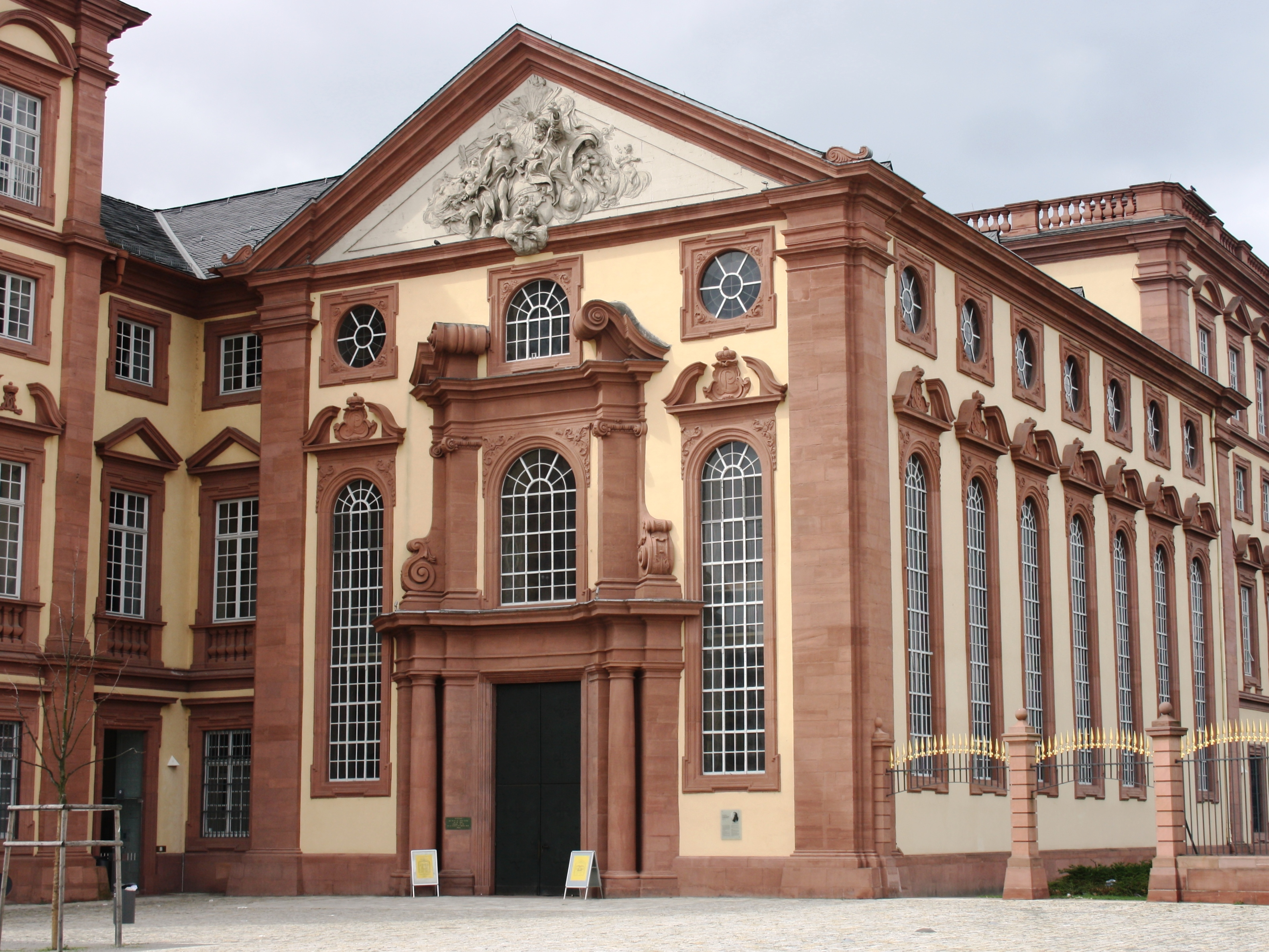
Biserica
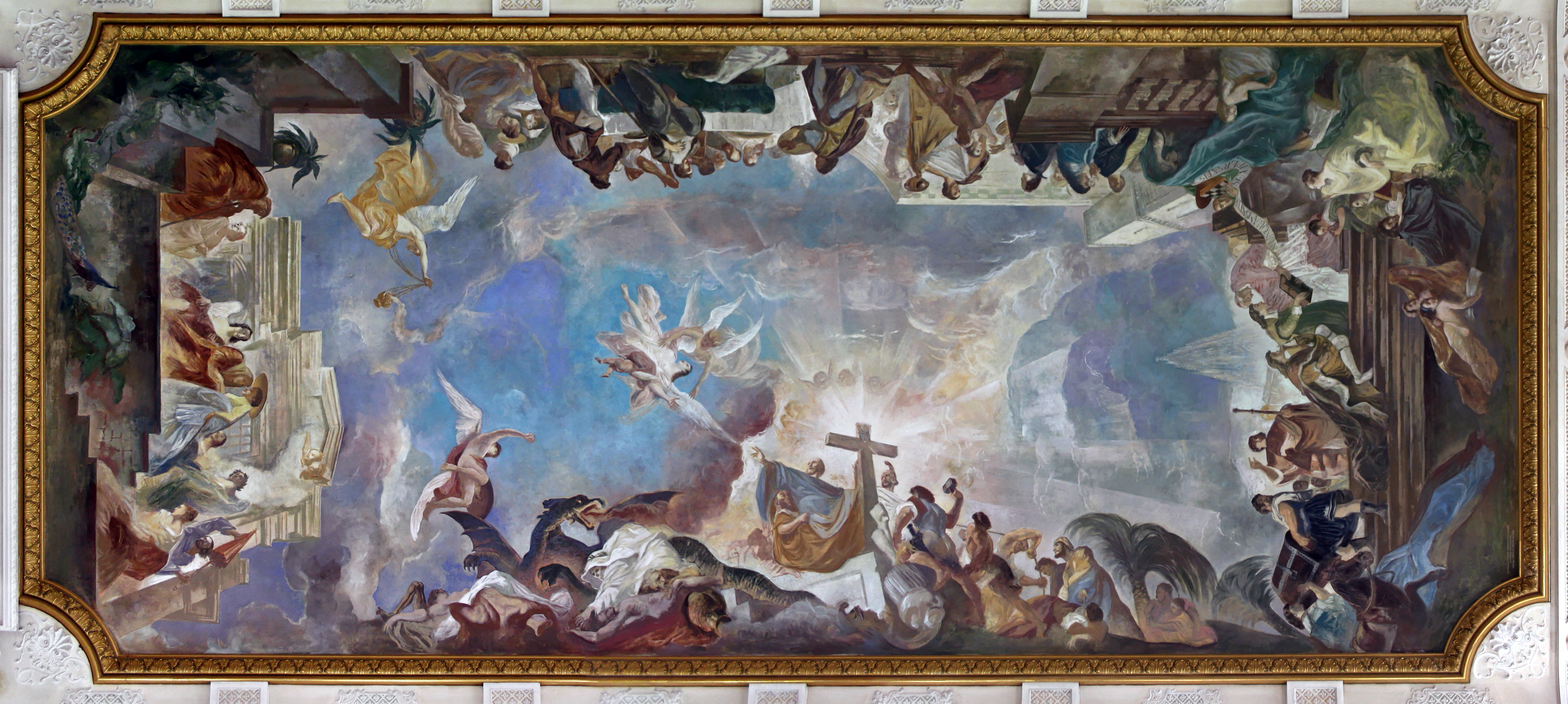
Pictură pe tavan
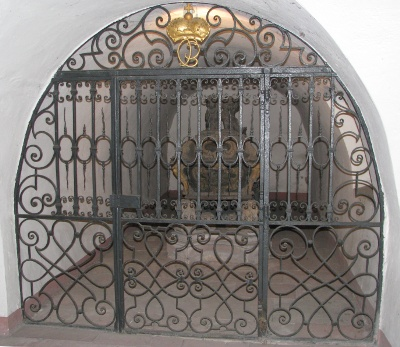
Cripta lui Carol Filip
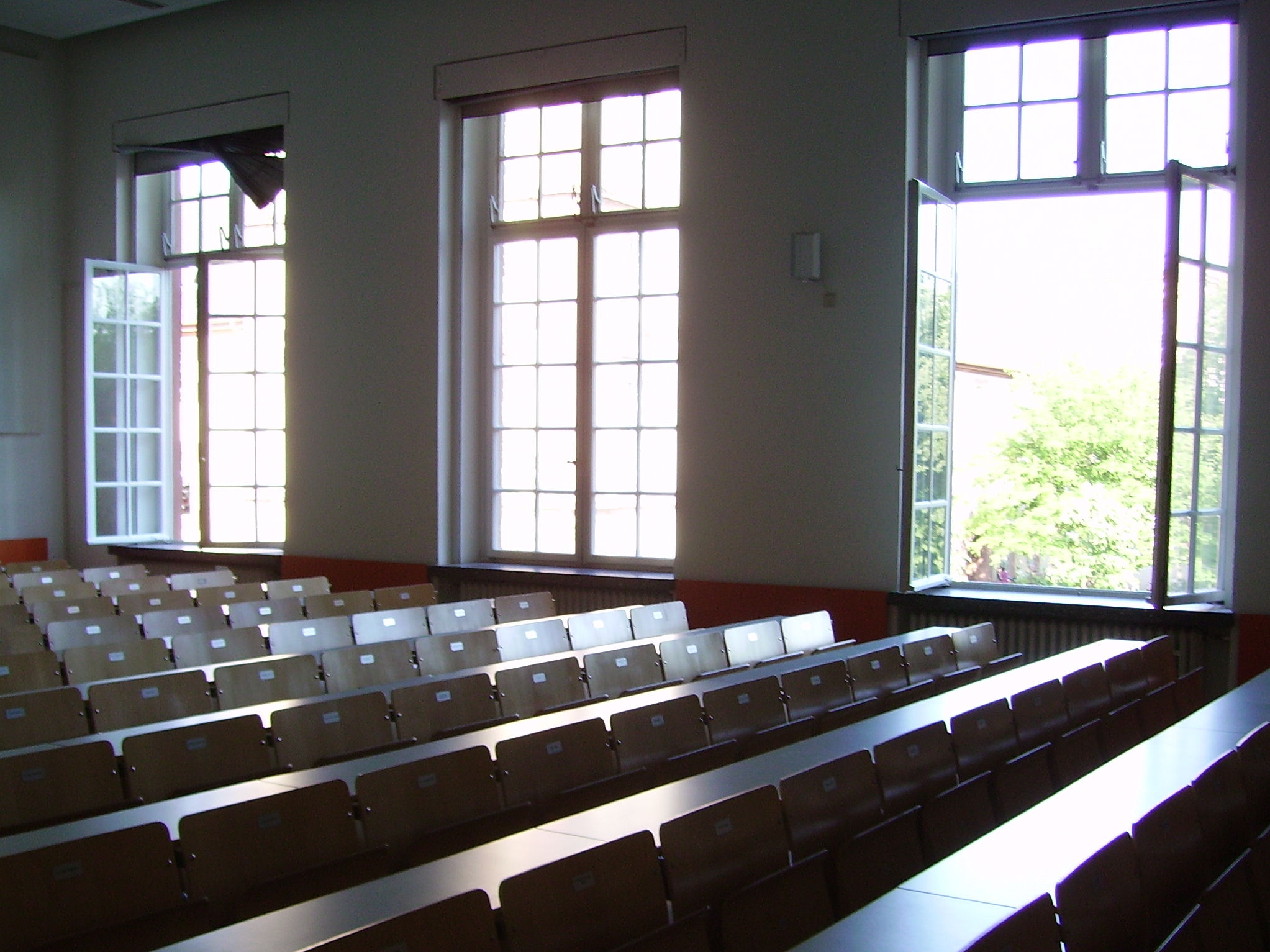
Sală a Universității